# Petr Urban
Petr Urban (* 8. srpna 1960) je český sportovec (sáňkař), kreslíř a ilustrátor.

## Biografie
Pochází ze severočeské Smržovky, kde jeho rodina žije už celé generace. Saně byly první sport, který začal vnímat a stejně jako jeho pradědeček, strýcové a otec v něm dosáhl mnoha úspěchů. Reprezentoval Československo na zimních olympijských hrách v roce 1992 v Albertville.
Je ženatý a má dvě děti. Původně se vyučil nástrojařem, ale od roku 1991 profesionálně kreslí. Kreslený vtip mu poprvé uveřejnili v časopise Dikobraz 20. února 1985. Prvním mezinárodním úspěchem pro něj bylo v roce 1989 čestné uznání z mezinárodní soutěže kresleného humoru v turecké Ankaře.
Kreslí vtipy do novin a časopisů, pravidelně spolupracuje například s Mladou frontou plus, Nedělním Bleskem, Stadionem a se Světem Motorů. Dále s Pivním kurýrem a Českým rybářem. Občas publikuje také v deníku Sport. Podle jeho kreslené postavičky Rudy Pivrnce se jmenuje i pivo Pivrnec. Na počest postavičky nazpívala skupina Kabát píseň Pivrnec.
Kromě knih a kalendářů kresleného humoru maluje obrazy a zabývá se aplikací humoru v reklamě.

## Publikační činnost
Je spoluautorem či ilustrátorem knih:
- Mariáš – pravidla, triky a tipy
- Bodový systém do každého auta
- Blbiny z ústní dutiny
- Petr Urban vyslýchá sportovní hvězdy
- PIVO – příručka pro každého správného Čecha
- Křížovky s vtipy Petra Urbana
- SlabikLhář
- Urbanovy pivní tácky
- Pivrnec & tchýně
- Pivrnec & šéf
- Pohádky pouze pro dospělé – Perníková chaloupka
- Pohádky pouze pro dospělé – Červená Karkulka
- Jan Neruda – Povídky malostranské
- Jaroslav Hašek – Osudy dobrého vojáka Švejka
- Od oltáře do Santiaga aneb na svatební cestu pěšky